# Hylke Speerstra
Hylke Speerstra (Tjerkwerd, 7 juni 1936) is een Nederlands/Friese journalist en schrijver. Hij behoort tot de meest gelezen auteurs in het Friese taalgebied. Als schrijver is hij gespecialiseerd in het optekenen van oral history.

## Achtergrond
Hylke Speerstra werd geboren op een boerderij in Eemswoude, een buurtschap van het ten zuiden van Bolsward gelegen dorp Tjerkwerd. Na de lagere school bezocht hij achtereenvolgens de lagere landbouwschool, de ulo en de middelbare landbouwschool. Desondanks koos hij voor de journalistiek, waarin hij zich mede bekwaamde door zelfstudie.
In 1958 begon Speerstra als verslaggever bij het Fries Landbouwblad. Twee jaar later stapte hij over naar de Friese Koerier, waar hij in de leer kwam bij Fedde Schurer, Laurens ten Cate en Rink van der Velde. Ook werd hij correspondent voor het schippersweekblad Schuttevaer, waarvan hij later tot redacteur en in 1971 tot hoofdredacteur werd benoemd.
In 1986 werd Speerstra de eerste hoofdredacteur van het in dat jaar mede door hemzelf opgerichte Agrarisch Dagblad. Drie jaar later verruilde hij deze functie voor het hoofdredacteurschap van de Leeuwarder Courant. Nadat hij in 1996 met vervroegd pensioen was gegaan, legde hij zich geheel op het schrijven van boeken toe.

## Werk

#### "Nieuwe journalistiek"
Speerstra debuteerde in 1968 in het Fries met Heil om seil, een succesvolle bundel schippersverhalen, die driemaal in het Nederlands zou worden vertaald. Hierin toonde hij voor het eerst de werkwijze waarmee hij bekend zou worden: die van een journalist die verhalen schrijft, waarin de door hem verzamelde feiten op literaire wijze worden weergegeven. Zelf betitelde hij dit in 1999 tijdens een vraaggesprek als "nieuwe journalistiek".
Als voorbeelden noemde hij daarbij Capote, Mailer, Hemingway en Steinbeck; "Mensen als zij maakten prachtige interviews. Ze rapporteerden niet alleen wat de mensen vertelden, maar ze voegden daaraan zogezegd hun eigen gedachten toe. In de gewone journalistiek is dat natuurlijk helemaal fout. De 'nieuwe journalistiek' geeft de mogelijkheid om niet alleen de woorden te horen en weer te geven, maar ook de hartslag van degenen die worden geïnterviewd." Speerstra is in dit verband wel vergeleken met Geert Mak, die zich in het Nederlandse taalgebied op een gelijkaardige wijze bezighoudt met het optekenen van oral history
Ook in zijn tweede boek, het eveneens goed verkochte Neaken en bleat foar de dokter (1978), paste Speerstra deze werkwijze toe: het werd geschreven op basis van vraaggesprekken met artsen en veeartsen.
Het succes van zijn eerste twee boeken bracht de provincie Friesland ertoe hem te verzoeken verhalen uit het snel verdwijnende Friese boerenleven op te tekenen. Dit leidde tot de publicatie van de romans Yn de boer syn tiid (1980) en De blikken brulloft (1981). Speerstra vond deze boeken zelf overigens minder geslaagd, aangezien de voor een roman noodzakelijke vertelstructuur enigszins bleek te botsen met zijn voorliefde voor anekdotes.
Hij pakte de draad van zijn "nieuwe journalistiek" weer op in de schaatsboeken Kening op sokken (1983) en Op redens oer (1984). Ook Simmerlân (1996), waarin hij verslag deed van de wandeltochten die hij (toen nog als hoofdredacteur van de Leeuwarder Courant) twee zomers achtereen door Friesland maakte, werd weer volgens dit procedé geschreven. Het Nederlandstalige De koude erfenis (1998) was qua stijl een tussenvorm: in dit gestructureerd opgebouwde boek combineerde Speerstra een verslag van zijn eigen deelname aan de Elfstedentocht van 1997 met allerlei anekdotes uit de geschiedenis van deze legendarische Friese schaatstocht.

#### It wrede paradys
Aan de vooravond van de grote Friese reünie Simmer 2000 publiceerde Speerstra zijn boek It wrede paradys, waarmee hij grote bekendheid zou verwerven. In dit boek tekende hij de levensverhalen op van Nederlandse Friezen die, de meesten vanwege de armoede in de jaren na de Tweede Wereldoorlog, emigreerden naar landen als Australië, Brazilië, Canada, Nieuw-Zeeland, de Verenigde Staten en Zuid-Afrika. In het boek kwamen behalve succesverhalen ook de levensgeschiedenissen aan bod van "mensen die de tragiek van het oude land verruilden voor de tragiek van het nieuwe". Speerstra gaf niet alleen een beeld van het bestaan in het Friesland dat de landverhuizers verlieten, maar ook van dat in de landen waar ze, vaak met veel moeite, een nieuw leven opbouwden.
De psycholoog Douwe Draaisma schreef in De Academische Boekengids over het boek en de landverhuizers die erin worden opgevoerd: "Ze hebben kleurrijke verhalen te vertellen. Een psycholoog zou daaraan kunnen toevoegen dat Speerstra geprofiteerd heeft van het 'reminiscentie-effect': vanaf een jaar of zestig, zeventig lijken juist de herinneringen aan gebeurtenissen tijdens de adolescentiejaren een nieuwe frisheid te krijgen. Veel van de verhalen krijgen een speciale gloed omdat ze verteld worden door mensen die nu ouder zijn dan de ouders die hen moesten laten gaan."
Ook Jabik Veenbaas vond dat sommige hoofdstukken zich laten lezen als "kleine psychologische novelles". Al was een enkele criticus van mening dat It wrede paradys voorspelbare elementen bevatte, het boek wordt niettemin beschouwd als een belangrijk documentairejournalistiek werk. In 2000 verscheen het in een Nederlandse vertaling onder de titel Het wrede paradijs: het levensverhaal van de emigrant. Van zowel de Friese als de Nederlandse editie waren in april 2005 elk ongeveer 30.000 exemplaren verkocht. In datzelfde jaar werd ook een Engelse vertaling uitgebracht onder de titel Cruel Paradise. In 2018 verscheen van Cruel Paradise een tweede druk.

#### De oerpolder
Speerstra's volgende grote project, waarmee hij in 2002 begon, was het beschrijven van het negentiende-eeuwse leven in It Heidenskip, een kleine dorpsgemeenschap ten zuidoosten van het Friese stadje Workum. Hiervoor hield hij vraaggesprekken met meer dan tweehonderd bewoners, oud-bewoners en andere betrokkenen en bestudeerde hij onder meer (familie)archieven en oude dagboeken. De ontbrekende feiten vulde hij aan met fictie. Het resultaat was De oerpolder, dat onder grote belangstelling op 8 juni 2006 werd gepresenteerd in de Hervormde Kerk van It Heidenskip.
In dit boek schetst Speerstra het harde plattelandsbestaan van die tijd, waarin de vaak armoedige boerenarbeiders en hun kinderen bijna volledig afhankelijk waren van hun boeren, die zelf weer de grillen moesten ondergaan van de landeigenaren van wie ze hun boerderij pachtten - terwijl allen konden worden getroffen door bijvoorbeeld watersnoden, cholera en veeziekten. De oerpolder werd in 2007 in een Nederlandse vertaling met dezelfde titel op de markt gebracht.
Over zijn motieven om De oerpolder te schrijven en zijn werkwijze daarbij verklaarde Speerstra in het nawoord van het boek: "Het is een vorm om een werkelijkheid gestalte te geven die zo dicht mogelijk bij dé werkelijkheid ligt. Tegelijk is het een zoektocht naar het boerenkind dat ik zelf was en blijf. Het is het eigenaardige verlangen naar de plaats waar mijn voorouders opgroeiden, trachtten te overleven en een bestaan hoopten te vinden; het is de hang naar een levenssfeer die ik liefhad, soms vreesde, die me soms bedrukte, die ik uiteindelijk verlaten zou. Omdat de taaie grond blijkbaar te veel vroeg en te weinig teruggaf. En omdat een andere wereld en toekomst mij trokken."

#### Ander werk
Speerstra schreef enkele jubileumboeken: voor de Friesche Maatschappij tot onderlinge verzekering van schepen (FMH) (1977), voor het Koninklijk Zeemanscollege 'De Groninger Eendracht' (1980) en voor de Koninklijke ijsvereniging Thialf (1980). Ook schreef hij een aantal educatieve boeken over de binnenscheepvaart.

## Onderscheiding
In november 2007 ontving Speerstra de zilveren legpenning van het Lucas-Ooms Fonds (LOF) vanwege zijn verdiensten voor de Nederlandse tijdschriftjournalistiek.

## Publicaties

#### Friestalige boeken
- 1968: Heil om seil: skippersforhalen
- 1978: Neaken en bleat foar de dokter (in 2006 opnieuw verschenen in de Friese spelling 1980 als Neaken en bleat foar de dokter: ferhalen út 'e sprekkeamer, ISBN 978-90-5615-134-8)
- 1980: Yn de boer syn tiid (roman). ISBN 90-330-0110-1
- 1981: De blikken brulloft (roman). ISBN 90-330-0146-2
- 1983: Kening op sokken. ISBN 90-330-0160-8
- 1984: Op redens oer. ISBN 90-330-0165-9
- 1987: De bêste Fryske ferhalen. ISBN 90-330-0180-2
- 1996: Simmerlân. ISBN 90-330-1473-4
- 1999: It wrede paradys ISBN 90-330-1103-4
- 2000: Koartwei: 21 Fryske ferhalen (met andere auteurs). ISBN 90-70098-71-7
- 2001: De kâlde erfenis: in winterreis troch Fryslân (vertaling van De koude erfenis). ISBN 90-330-1232-4
- 2002: Heil om seil: skippersferhalen (bewerkte en aangevulde editie van de versie uit 1968). ISBN 90-330-1246-4
- 2006: De oerpolder. ISBN 978-90-5615-126-3
- 2010: It wrede paradys : it ferfolch (met voorwoord van Douwe Draaisma) ISBN 978-90-5615-238-3
- 2011: De treastfugel. ISBN 978-90-5615-270-3
- 2014: Op klompen troch de dessa: Indiëgongers fertelle. ISBN 978-90-5615-335-9
- 2021: Testamint fan de siel. ISBN 978-90-5615-763-0

#### Nederlandstalige boeken
- 1970: Met de kloten voor het blok: schippersverhalen (vertaling van Heil om seil) (in 1975 ook uitgebracht als Kop in de Wind en in 1990 als Zo voer ik eens)
- 1973: De laatste echte schippers: binnenvaart onder zeil
- 1975: Schippers van de zee: de laatste kustvaarders onder zeil. ISBN 90-228-1935-3
- 1977: Bij nacht en ontij: slepers, bergers, baggeraars. ISBN 90-228-1944-2
- 1980: Speerstra omnibus: de laatste generatie echte schippers. ISBN 90-228-1606-0
- 1982: Bloot voor de dokter: humor uit de spreekkamer (vertaling van Neaken en bleat foar de dokter). ISBN 90-330-0155-1
- 1992: Helden van de armoe: schaatsverhalen (vertaling van Op redens oer). ISBN 90-330-1448-3
- 1998: De koude erfenis: verhalen van het ijs. ISBN 90-254-1531-8
- 2000: Het wrede paradijs: het levensverhaal van de emigrant (vertaling van It wrede paradys) ISBN 90-254-9777-2
- 2001: De voorbije vloot: verhalen en herinneringen van de laatste echte schippers (bloemlezing uit De laatste echte schippers, Kop in de wind, Schippers van de zee en Bij nacht en ontij)
- 2007: De oerpolder: het boerenleven achter de dijken (vertaling van De oerpolder). ISBN 978-90-254-2769-6
- 2008: IJsliefde: schaatsverhalen (vertaling van Op redens oer). ISBN 978-90-5615-184-3
- 2009: De koude kruistocht. ISBN 978-90-5615-211-6
- 2009: Liefde op smalle ijzers. ISBN 978-90-254-3259-1
- 2013: De troostvogel: het verhaal van twee Friese families (vertaling van De treastfugel). ISBN 978-90-254-3867-8
- 2015: Op klompen door de dessa: Indiëgangers vertellen (vertaling van Op klompen troch de dessa ). ISBN 978-90-450-2884-2
- 2023: Testament van de ziel (vertaling van Testamint fan de siel ). ISBN 978-90-2547-320-4

#### Engelse vertalingen
- 2000: Lowland tales: short stories from Friesland (korte verhalen van Hylke Speerstra, Hylkje Goïnga en Rink van der Velde). ISBN 90-330-0155-1
- 2005: Cruel paradise: life stories of Dutch emigrants. ISBN 978-0-9919981-2-8
- 2017: The Comfort Bird. ISBN 978-0-9919981-1-1

#### Diversen (selectie)
- 1972: De binnenvaartschipper
- 1977: Honderdveertig Jaar Friesche Maatschappij tot onderlinge verzekering van schepen 1837-1977
- 1980: 125 Jaar Koninklijke ijsvereniging Thialf 1855-1980
- 1980: Wie zee houdt wint de prijs. 150 Jaar Koninklijke Zeemanscollege 'De Groninger Eendracht'
- 1985: Werken... in de Rijn- en binnenvaart: beroepenboek. ISBN 90-05-50018-2
- 1987: Fiif koarte ferhalen (bijlage bij het tijdschrift Libelle) (met Froukje Annema en Hylkje Goïnga)
- 2007: Leafde en leed út De Oerpolder (luisterboek). ISBN 978-90-5615-171-3

## Trivia
- In 1978 won Speerstra het Nederlands kampioenschap marathonschaatsen op kunstijs bij de veteranen.